# Фридрих II фон Брена и Ветин
Фридрих II фон Брена и Ветин (на немски: Friedrich II. von Brehna und Wettin; † 16 октомври 1221 в Акон) от род Ветини е от 1217 г. до смъртта си граф на Брена (1203 – 1221) и Ветин (1217 – 1221) в Саксония-Анхалт.

Той е малък син на граф Фридрих I фон Брена († 1182) и съпругата му Хедвиг (Хедвика) Пршемисловна от Бохемия-Ямниц († 1210/1211), дъщеря на граф Диполд I († 1167). Баща му е син на маркграф Конрад I фон Майсен.
Фридрих II се жени през 1181 г. за Юдит фон Цигенхайм († 6 октомври 1220), дъщеря и наследничка на граф Фридрих фон Цигенхайн и Луитгард (Лукардис) фон Цигенхайн, дъщеря наследничка на граф Гозмар III фон Цигенхайн.
Заедно с брат си Ото I той управлява графство Брена от 1203 до 1221 г. През 1201 той и брат му подаряват манастир в Брена.
През 1203 г. той става сам граф на Брена след смъртта на брат му Ото I. От 1206 г. Фридрих II е опекун на малолетния граф Хайнрих III фон Ветин, синът на братовчед му Улрих фон Ветин († 1206). През 1217 г. той наследява графството Ветин след смъртта на 12-годишния Хайнрих III.
Фридрих II е привърженик на Хоенщауфените. През 1209 г. той посещава двора на крал Ото IV в Брауншвайг.
През 1221 г. той се включва в петия кръстоносен поход и тръгва за Палестина, през април посещава двора на император Фридрих II в Таранто. В Светите земи той става член на ордена на тамплиерите и през октомври 1221 г. умира от болест в Акон.

## Деца
- Ото II ((† 1234), граф на Брена-Ветин (1221 – 1234)
- Дитрих I († 1267), граф на Брена-Ветин (1221 – 1267), женен за Евдоксия от Мазовия (пр. 1222 – сл. 1238), дъщеря на княз Конрад
- Хедвиг († ок. 1264), омъжена пр. 1231 за граф Дитрих I фон Хонщайн († 1249)
- Лукардис, 1220 г. влиза в манастир Брена